# Вемелдінге
Вемелдінге (нід. Wemeldinge) — село в нідерландській провінції Зеландія. Входить до муніципалітету Капелле.
Його площа становить 8,52 км², а населення станом на 2021 рік складало 3 060 осіб.
Перша згадка про населений пункт датується 1222 роком.
До 1970 року мало статус окремого муніципалітету.

## Галерея

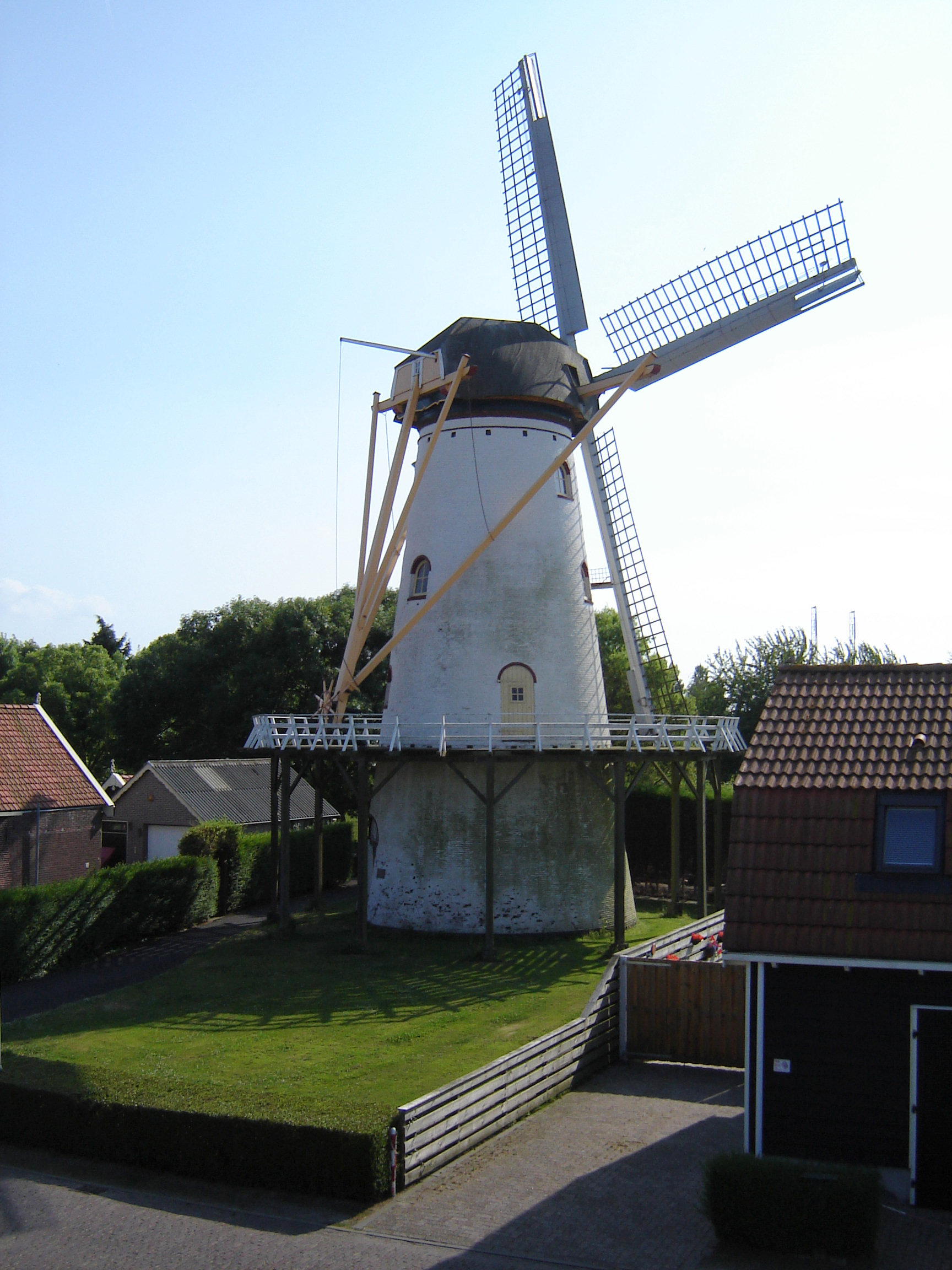
Вітряк De Hoop
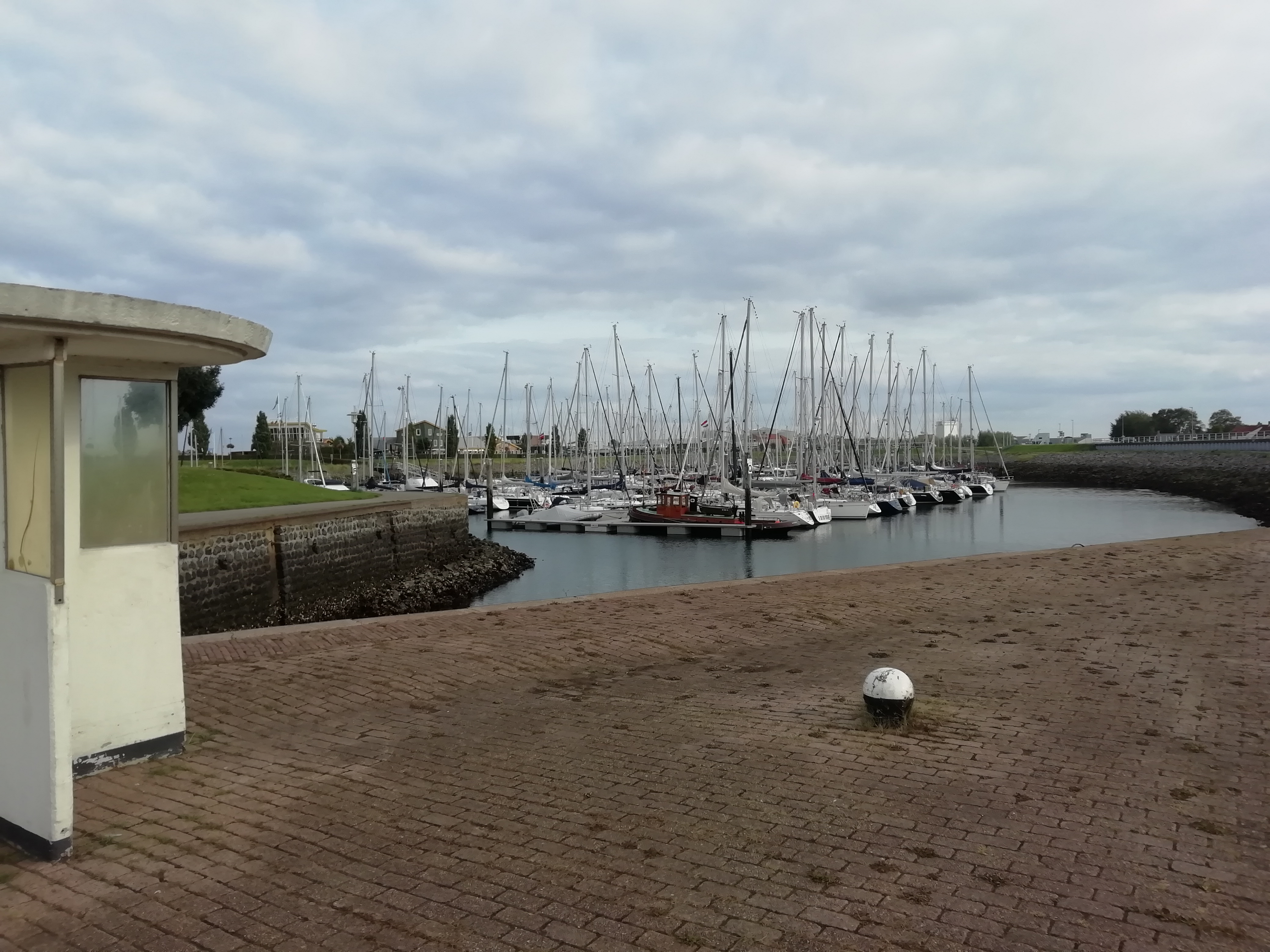
Гавань у селі
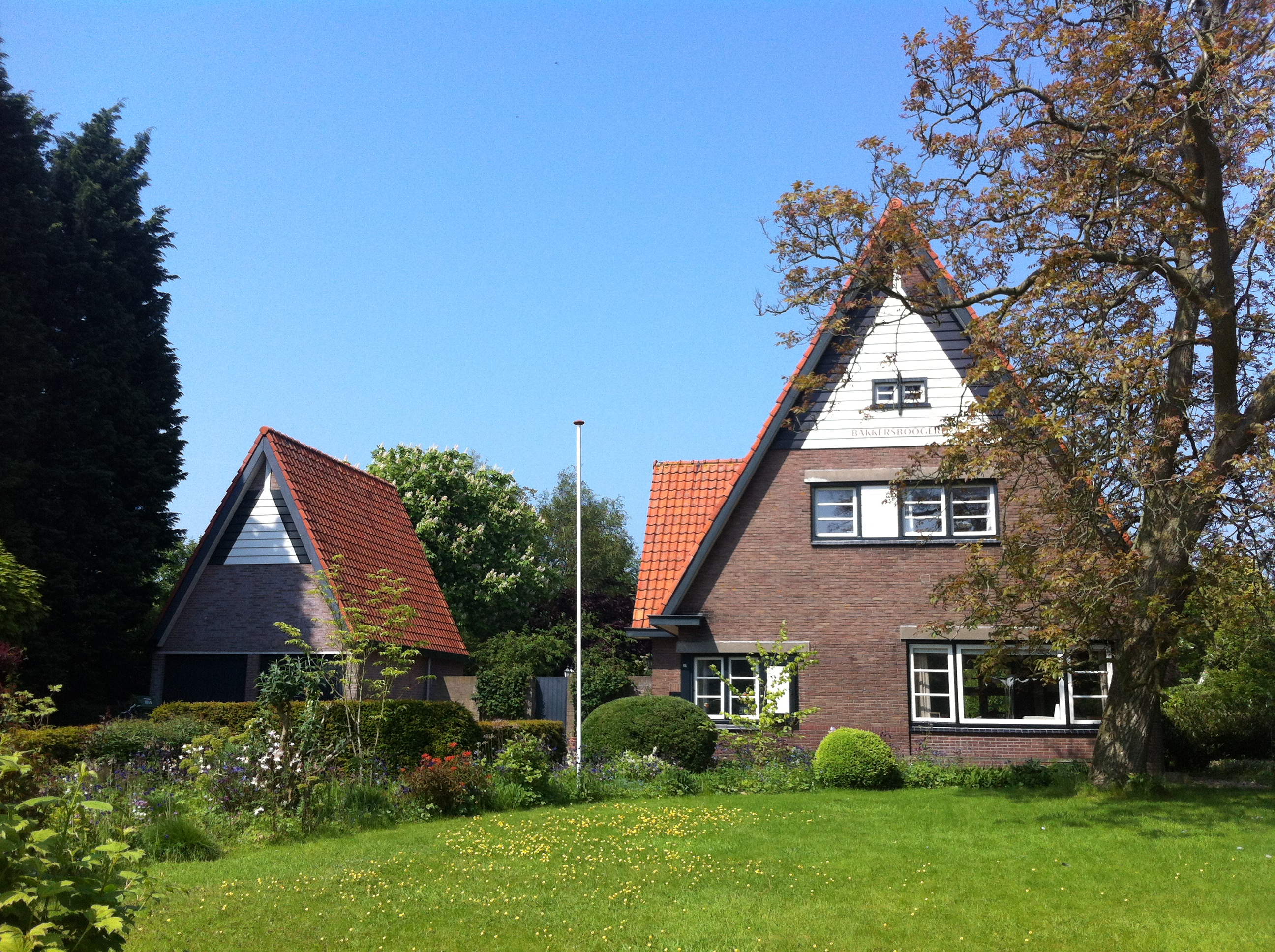
Сільський будинок
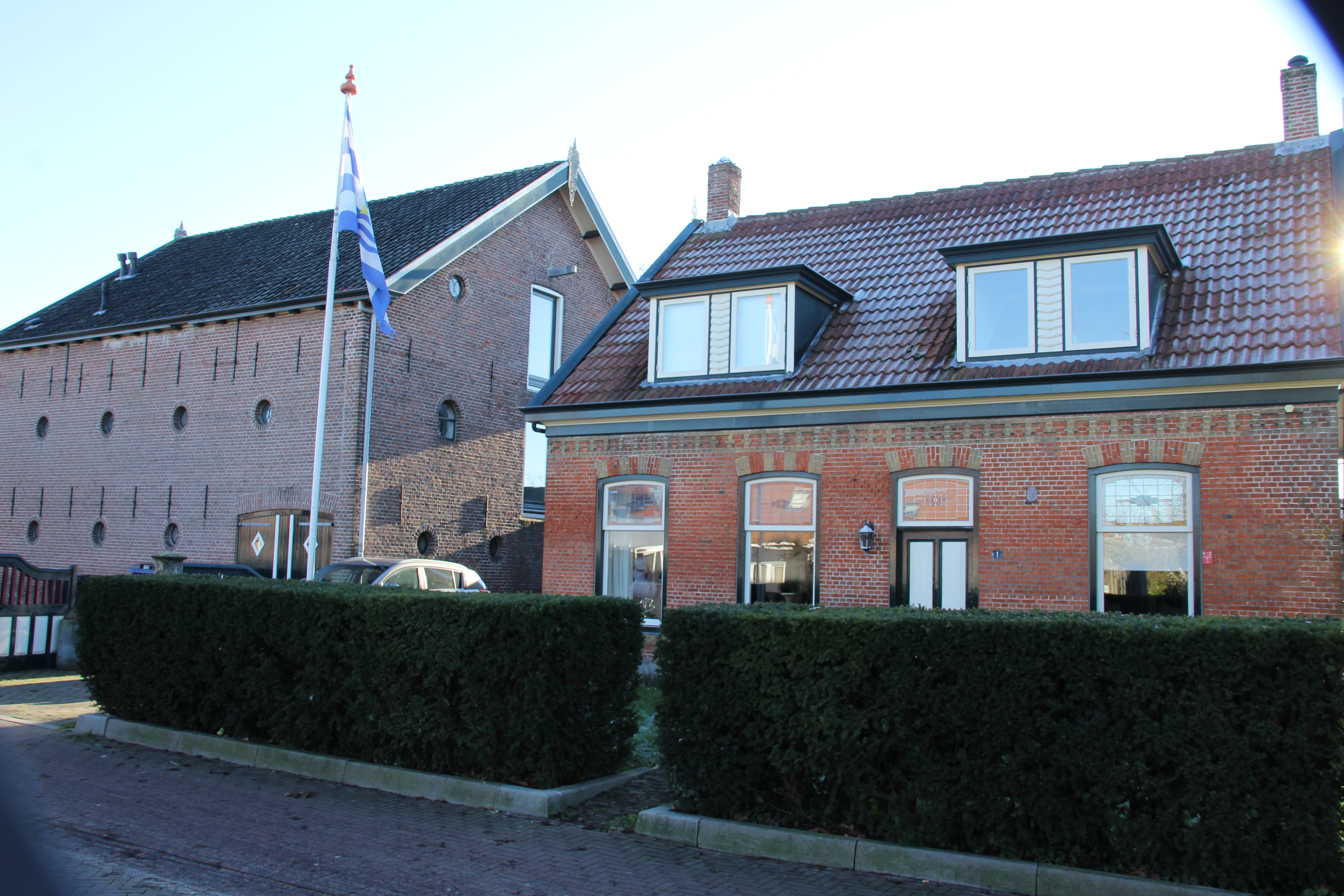
Забудова у Вемелдінге